# Віла-Нова-де-Фош-Коа
Ві́ла-Но́ва-де-Фо́ш-Ко́а (порт. Vila Nova de Foz Côa; МФА: [ˈvi.ɫɐ ˈno.vɐ dɨ ˈfoʃ ˈko.ɐ]) — муніципалітет і місто в Португалії, в окрузі Гуарда. Розташований у східній частині країни, на теренах історичної португальської провінції Бейра. Належить до Ламегуської діоцезії Католицької церкви в Португалії. Права міського самоврядування має з 1299 року. Поділяється на 14 парафій. За адміністративним поділом, чинним до 1976 року, був складовою провінції Трансмонтана і Верхнє Дору. Площа муніципалітету — 398,15 км², населення муніципалітету — 7312 ос. (2011); густота населення — 18,36 осіб/км²
. Патрон — Діва Марія. Святковий день муніципалітету — 21 травня. Поштовий індекс — 5150.  Код місцевої адміністративної одиниці — 0914. Складова статистичного регіону Північ.

## Назва
- Віла-Нова-де-Фош-Коа (порт. Vila Nova de Foz Côa, стара орфографія: порт. Villa Nova de Fozcôa) — сучасна португальська назва.

## Географія
Віла-Нова-де-Фош-Коа розташована на північному сході Португалії, на півночі округу Гуарда.
Віла-Нова-де-Фош-Коа межує на півночі з муніципалітетами Карразеда-де-Ансіайнш і Торре-де-Монкорву, на північному сході — з муніципалітетом Фрейшу-де-Ешпада-а-Сінта, на південному сході — з муніципалітетом Фігейра-де-Каштелу-Родригу, на півдні — з муніципалітетом Меда, на заході — з муніципалітетами Пенедону і Сан-Жуан-да-Пешкейра.

## Історія
1299 року португальський король Дініш надав Вілі-Нова-де-Фош-Коа форал, яким визнав за поселенням статус містечка та муніципальні самоврядні права.

## Населення
| Кількість мешканців | Кількість мешканців | Кількість мешканців | Кількість мешканців | Кількість мешканців | Кількість мешканців | Кількість мешканців | Кількість мешканців | Кількість мешканців | Кількість мешканців | Кількість мешканців | Кількість мешканців | Кількість мешканців | Кількість мешканців | Кількість мешканців |
| ------------------- | ------------------- | ------------------- | ------------------- | ------------------- | ------------------- | ------------------- | ------------------- | ------------------- | ------------------- | ------------------- | ------------------- | ------------------- | ------------------- | ------------------- |
| 1864                | 1878                | 1890                | 1900                | 1911                | 1920                | 1930                | 1940                | 1950                | 1960                | 1970                | 1981                | 1991                | 2001                | 2011                |
| 11 613              | 12 159              | 13 051              | 13 939              | 14 355              | 13 254              | 14 404              | 16 252              | 17 116              | 16 209              | 10 061              | 11 251              | 8 885               | 8 494               | 7 312               |